# Grand Prix-wegrace der Naties 1989
De Grand Prix-wegrace der Naties 1989 was de vijfde Grand Prix van wereldkampioenschap wegrace voor motorfietsen in het seizoen 1989. De races werden verreden op 13- en 14 mei 1989 op het Circuito Internazionale Santamonica in Misano Adriatico. In Misano reden alle soloklassen (80 cc, 125 cc, 250 cc en 500 cc). De 125cc-klasse reed al op zaterdag 13 mei. 

## Algemeen
De Grand Prix des Nations werd ontsierd door een rijdersstaking in de 500cc-klasse omdat de coureurs het natte circuit te gevaarlijk vonden. Er was echter veel meer aan de hand. Een aantal coureurs was al tien dagen in Italië om op het circuit te trainen en zij hadden al gemerkt dat er van de beloofde verbeteringen niets terecht was gekomen. Zo was het circuit hobbelig en zelfs droog erg glad, te smal en te kort om aan het FIM-reglement te voldoen. Organisator Maurizio Flammini had een vreemd wedstrijdprogramma in elkaar gezet, met de 125cc-klasse al op zaterdag (om aan verplichtingen met Radiotelevisione Italiana te voldoen), maar op zondag was er wel tijd voor Yamaha-cupraces en demonstraties met Ford-auto's, die het circuit nog gladder maakten door rubber op het asfalt te smeren. In het zondagmiddagprogramma zat vervolgens een pauze van drie uur. In het rennerskwartier miste men waterdruk in toiletten en douches en dankzij de illegale verkoop van rennerskwartierpassen liepen er duizenden mensen rond die daar niets te zoeken hadden. Het ongenoegen was dus al groot voordat er een meter gereden was. 

## 500cc-klasse

### De training
De meest opvallende prestatie in de training was de derde plaats van Pierfrancesco Chili, maar die had als enige kwalificatiebanden gebruikt. Zijn nieuwe teamgenoot Fred Merkel, die normaal in het wereldkampioenschap superbike uitkwam, deed het ook goed met een tijd in de top tien. Rob McElnea, die de geblesseerde Bubba Shobert verving, reed de twaalfde tijd. Kevin Schwantz was 0,7 seconde sneller dan Eddie Lawson en dat was op een kort circuit (3.490 meter) tamelijk veel. Freddie Spencer reed weliswaar de zevende tijd, maar hij kwam tijdens de trainingen drie keer ten val. 

#### Trainingstijden
| Pos | Coureur             | Merk                               | Tijd     |
| --- | ------------------- | ---------------------------------- | -------- |
| 1.  | Kevin Schwantz      | Pepsi-Suzuki                       | 1"17'424 |
| 2.  | Eddie Lawson        | Kanemoto Racing-Rothmans-HRC-Honda | 1"18'147 |
| 3.  | Pierfrancesco Chili | Gallina-HB-HRC-Honda               | 1"18'181 |
| 4.  | Wayne Rainey        | Roberts-Lucky Strike-Yamaha        | 1"18'286 |
| 5.  | Christian Sarron    | Gauloises-Sonauto-Yamaha           | 1"18'606 |
| 6.  | Niall Mackenzie     | Agostini-Marlboro-Yamaha           | 1"18'902 |
| 7.  | Freddie Spencer     | Agostini-Marlboro-Yamaha           | 1"19'036 |
| 8.  | Ron Haslam          | Pepsi-Suzuki                       | 1"19'075 |
| 9.  | Mick Doohan         | Rothmans-HRC-Honda                 | 1"19'180 |
| 10. | Fred Merkel         | Gallina-HB-HRC-Honda               | 1"19'232 |

### De race
Omdat het circuit als het droog was al erg glad was, eisten de coureurs dat er op de startgrid bandenwarmers gebruikt mochten worden. Toen dat werd afgewezen eisten ze twee opwarmronden, omdat hij bijna onmogelijk was temperatuur in de banden te krijgen. Ook dat verzoek werd afgewezen. Daarmee was de toon gezet. De race werd anderhalf uur uitgesteld om te wachten tot de baan droog was, maar toen er geracet werd besloot de kopgroep (Kevin Schwantz, Wayne Rainey en Christian Sarron) na vier ronden de armen in de lucht te steken ten teken dat er regen viel. De fabrieksrijders gingen vervolgens naast elkaar rijden om te voorkomen dat een aantal privérijders de race zou voortzetten. De race werd afgevlagd en men kreeg de fabriekscoureurs pas 's avonds weer te zien toen ze een persconferentie gaven. Uitzonderingen waren Pierfrancesco Chili en Fred Merkel van het Gallina-HB-team, die voor de herstart op de baan kwamen.
Na de tweede opwarmronde stuurde Merkel zijn defecte machine de pitstraat in. Vittorio Scatola had de beste start en gleed al in de eerste bocht het gras in. Daarna ontspon zich een toertocht met Michael Rudroff en Pierfrancesco Chili op kop, maar van racen was absoluut geen sprake. Rudroff haakte af toen hij ondanks de lage snelheid een keer dwars kwam te staan en werd gepasseerd door Simon Buckmaster. Buckmaster en Rudroff finishten een halve minuut achter Chili, Marco Gentile werd vierde met anderhalve minuut achterstand en met twee ronden achterstand scoorden Andy Leuthe en Niggi Schmassman nog veel punten. Chili klom in de stand om het wereldkampioenschap van de tiende naar de vierde plaats, maar stond niet vrolijk op het podium, temeer omdat hij "hartelijk" werd toegejuicht door zijn stakende collega's.
's Avonds na de race gaven Randy Mamola, Kevin Schwantz, Eddie Lawson, Mick Doohan, Christian Sarron, Ron Haslam en rijdersvertegenwoordiger Sito Pons een toelichting voor de pers, waarbij ze opmerkelijk mild waren ten opzichte van organisator Maurizio Flammini en de schuld legden bij de FIM, die het circuit nooit had mogen homologeren. De stakers werden achteraf door de FIM beboet met een bedrag van 2.000 Zwitserse francs, maar tijdens een vergadering van de beroepscommissie tijdens de TT van Assen ging die wegens procedurefouten weer van tafel.
| Pos | Startnr. | Coureur                      | Merk                     | Ronden | Tijd        | Grid | Punten |
| --- | -------- | ---------------------------- | ------------------------ | ------ | ----------- | ---- | ------ |
| 1   | 9        | Pierfrancesco Chili          | Gallina-HB-HRC-Honda     | 33     | 59'21.035   | 3    | 20     |
| 2   | 35       | Simon Buckmaster             | Team Katayama-Honda      | 33     | 59"53'306   | 17   | 17     |
| 3   | 14       | Michael Rudroff              | Rallye Sport-Honda       | 33     | 59"53'634   | 24   | 15     |
| 4   | 32       | Marco Gentile                | Fior-Marlboro-Yamaha     | 33     | 1:00"59'486 | 19   | 13     |
| 5   | 39       | Josef Doppler                | Honda                    | 33     | 1:01"12'155 | 25   | 11     |
| 6   | 30       | Alois Meyer                  | Rallye Sport-Honda       | 32     | +1 ronde    | 31   | 10     |
| 7   | 45       | Romolo Balbi                 | Honda                    | 32     | +1 ronde    | 23   | 9      |
| 8   | 37       | Fernando González de Nicolás | Club Cross Pozuelo-Honda | 32     | +1 ronde    | 32   | 8      |
| 9   | 43       | Andreas Leuthe               | Librenti-Suzuki          | 31     | +2 ronden   | 28   | 7      |
| 10  | 36       | Niggi Schmassman             | Technotron-Honda         | 31     | +2 ronden   | 29   | 6      |

| Startnr. | Coureur                 | Merk                               | Ronden | Oorzaak             | Grid |
| -------- | ----------------------- | ---------------------------------- | ------ | ------------------- | ---- |
| 33       | Fred Merkel             | Gallina-HB-HRC-Honda               | 4      | Gebroken powervalve | 10   |
| 22       | Vittorio Scatola        | AVIA-Honda                         | 4      | Val                 | 22   |
| 46       | Stefan Klabacher        | Honda                              | 7      |                     | 30   |
| 38       | Juan Manuel López Mella | Xunta-Honda                        | 6      |                     | 21   |
| 3        | Wayne Rainey            | Roberts-Lucky Strike-Yamaha        | 4      | Boycot              | 4    |
| 34       | Kevin Schwantz          | Pepsi-Suzuki                       | 4      | Boycot              | 1    |
| 4        | Christian Sarron        | Gauloises-Sonauto-Yamaha           | 4      | Boycot              | 5    |
| 6        | Niall Mackenzie         | Agostini-Marlboro-Yamaha           | 4      | Boycot              | 6    |
| 12       | Randy Mamola            | Cagiva Corse                       | 4      | Boycot              | 11   |
| 19       | Freddie Spencer         | Agostini-Marlboro-Yamaha           | 4      | Boycot              | 7    |
| 1        | Eddie Lawson            | Kanemoto Racing-Rothmans-HRC-Honda | 4      | Boycot              | 2    |
| 27       | Mick Doohan             | Rothmans-HRC-Honda                 | 4      | Boycot              | 9    |
| 8        | Ron Haslam              | Pepsi-Suzuki                       | 4      | Boycot              | 8    |
| 10       | Rob McElnea             | Cabin-HRC-Honda                    | 4      | Boycot              | 12   |
| 26       | Norihiko Fujiwara       | Tech 21-Yamaha                     | 4      | Boycot              | 14   |
| 7        | Dominique Sarron        | ELF-ROC-HRC-Honda                  | 4      | Boycot              | 13   |
| 31       | Raymond Roche           | Cagiva Corse                       | 4      | Boycot              | 18   |
| 29       | Massimo Broccoli        | Cagiva Corse                       | 4      | Boycot              | 16   |
| 24       | Bruno Kneubühler        | Römer-Honda                        | 4      | Boycot              | 20   |
| 15       | Alessandro Valesi       | Iberna-Yamaha                      | 4      | Boycot              | 15   |
| 16       | Marco Papa              | Greco-Paton                        | 2      | Boycot              | 27   |
| 41       | Larry Moreno Vacondio   | Suzuki                             | 2      | Boycot              | 33   |

| Coureur       | Merk   | Grid |
| ------------- | ------ | ---- |
| Claude Albert | Suzuki | 26   |

| Coureur           | Merk                        | Oorzaak  |
| ----------------- | --------------------------- | -------- |
| Adrien Morillas   | ELF-ROC-HRC-Honda           | [ 1 ]    |
| Wayne Gardner     | Rothmans-HRC-Honda          | Blessure |
| Bubba Shobert     | Cabin-HRC-Honda USA         | Gewond   |
| Kevin Magee       | Roberts-Lucky Strike-Yamaha | Blessure |
| Tadahiko Taira    | Tech 21-Yamaha              | Gezin    |
| Shinichi Ito      | Seed-HRC-Honda              | [ 5 ]    |
| Shunji Yatsushiro | Pentax-HRC-Honda            | [ 5 ]    |
| Kunio Machii      | Nescafé-Yamaha              | [ 5 ]    |
| Jose Morillas     | Honda                       |          |
| Michael Dowson    | Yamaha                      |          |
| Fabio Biliotti    | Team Katayama-Honda         |          |
| John Kocinski     | Roberts-Yamaha              | Blessure |
| Ernst Gschwender  | Suzuki Deutschland          |          |
| Thierry Crine     | Konica Minolta-Suzuki       | [ 7 ]    |
| Cees Doorakkers   | Honda                       |          |
| Eddie Laycock     | Millar-Honda                |          |
| Roger Burnett     | Rothmans-HRC-Honda          | [ 8 ]    |

### Top tien tussenstand 500cc-klasse
| Pos | Coureur             | Merk                               | Ptn |
| --- | ------------------- | ---------------------------------- | --- |
| 1   | Wayne Rainey        | Roberts-Lucky Strike-Yamaha        | 71  |
| 2   | Eddie Lawson        | Kanemoto Racing-Rothmans-HRC-Honda | 61  |
| 3   | Christian Sarron    | Gauloises-Sonauto-Yamaha           | 47  |
| 4   | Pierfrancesco Chili | Gallina-HB-HRC-Honda               | 39  |
| 5   | Kevin Magee         | Roberts-Lucky Strike-Yamaha        | 37  |
| 5   | Kevin Schwantz      | Pepsi-Suzuki                       | 37  |
| 7   | Niall Mackenzie     | Agostini-Marlboro-Yamaha           | 36  |
| 8   | Wayne Gardner       | Rothmans-HRC-Honda                 | 33  |
| 9   | Simon Buckmaster    | Team Katayama-Honda                | 27  |
| 10  | Tadahiko Taira      | Tech 21-Yamaha                     | 26  |

## 250cc-klasse

### De training
De 250cc-training was geweldig spannend. In de laatste sessie wisselde de poleposition vier keer. Uiteindelijk was Luca Cadalora de snelste, maar de eerste tien stonden binnen 1,1 seconde. Loris Reggiani reed de vijfde tijd, maar ging onderuit en daarbij brak hij twee tenen. Jean-Philippe Ruggia (gebroken teen) en Carlos Cardús (schouderblessure) kwamen samen ten val, maar konden toch in de race starten. 

#### Trainingstijden
| Pos | Coureur              | Merk                        | Tijd    |
| --- | -------------------- | --------------------------- | ------- |
| 1.  | Luca Cadalora        | Agostini-Marlboro-Yamaha    | 1"19'75 |
| 2.  | Martin Wimmer        | Hein Gericke-Aprilia-Rotax  | 1"19'84 |
| 3.  | Jean-Philippe Ruggia | Gauloises-Sonauto-Yamaha    | 1"19'86 |
| 4.  | Carlos Cardús        | Repsol-HRC-Honda España     | 1"19'92 |
| 5.  | Loris Reggiani       | HB-HRC-Honda                | 1"20'03 |
| 6.  | Sito Pons            | Campsa-JJ Cobas-HRC-Honda   | 1"20'12 |
| 7.  | Reinhold Roth        | HB-Shoei-HRC-Honda          | 1"20'45 |
| 8.  | Didier de Radiguès   | Aprilia-Rotax               | 1"20'62 |
| 9.  | Jacques Cornu        | Lucky Strike-ELF-HRC-Honda  | 1"20'76 |
| 10. | Juan Garriga         | Nieto-Ducados-Repsol-Yamaha | 1"20'85 |

### De race
Luca Cadalora had niets aan zijn zwaar bevochten poleposition. Hij startte erg slecht, begon aan een inhaalrace die in de laatste bocht voor start/finish eindigde met een valpartij, waarvan ook Daniel Amatriaín, Urs Jücker en Bernard Schick het slachtoffer werden. Even had Martin Wimmer aan kop gereden, maar al snel namen Jean-Philippe Ruggia en Carlos Cardús beurtelings de leiding. Door elkaar uit te remmen verloren ze echter snelheid en daardoor konden Jacques Cornu, Juan Garriga en Reinhold Roth aansluiten en vormde zich een zesmans kopgroep. Op twee derde van de race nam Sito Pons de leiding over. In zijn gevecht met Cardús om de derde plaats kwam Garriga ten val. Om de eerste twee plaatsen werd gevochten door Pons en Ruggia, die elkaar tijdens de eindsprint zelfs even raakten. Pons won de race, maar Ruggia nam door het uitvallen van Cadalora de tweede plaats in het wereldkampioenschap over. Jacques Cornu wist de derde plaats nog van Cardús af te snoepen. 
| Pos | Coureur              | Merk                        | Tijd      | Grid | Punten |
| --- | -------------------- | --------------------------- | --------- | ---- | ------ |
| 1   | Sito Pons            | Campsa-JJ Cobas-HRC-Honda   | 40"34'485 | 6    | 20     |
| 2   | Jean-Philippe Ruggia | Gauloises-Sonauto-Yamaha    | 40"34'622 | 3    | 17     |
| 3   | Jacques Cornu        | Lucky Strike-ELF-HRC-Honda  | 40"40'600 | 9    | 15     |
| 4   | Carlos Cardús        | Repsol-HRC-Honda España     | 40"42'348 | 4    | 13     |
| 5   | Reinhold Roth        | HB-Shoei-HRC-Honda          | 40"42'754 | 7    | 11     |
| 6   | Marcellino Lucchi    | Aprilia-Rotax               | 41"04'775 | 11   | 10     |
| 7   | Iván Palazzese       | Aprilia-Rotax               | 41"06'933 | 16   | 9      |
| 8   | Renzo Colleoni       | Aprilia-Rotax               | 41"07'379 | 13   | 8      |
| 9   | Martin Wimmer        | Hein Gericke-Aprilia-Rotax  | 41"08'270 | 2    | 7      |
| 10  | Helmut Bradl         | HB-Römer-HRC-Honda          | 41"13'820 | 12   | 6      |
| 11  | Masahiro Shimizu     | Ajinomoto-HRC-Honda         | 41"19'509 | 15   | 5      |
| 12  | Harald Eckl          | Römer-Aprilia-Rotax         | 41"37'668 | 18   | 4      |
| 13  | Alberto Rota         | FMI-Aprilia-Rotax           | 41"37'920 | 26   | 3      |
| 14  | Wilco Zeelenberg     | Samson-Sharp-Honda          | 41"38'127 | 30   | 2      |
| 15  | Alex Barros          | McDonald's-Venemotos-Yamaha | 41"38'799 | 35   | 1      |
| 16  | Alberto Puig         | Nieto-Ducados-Yamaha        | 41"38'995 | 14   |        |
| 17  | Gary Cowan           | Docshop-Yamaha              | 41"40'051 | 23   |        |
| 18  | Maurizio Vitali      | Honda                       | 41"43'210 | 19   |        |
| 19  | Jochen Schmid        | Honda                       | 41"45'942 | 22   |        |
| 20  | Erich Neumair        | Aprilia-Rotax               | 41"46'364 | 32   |        |
| 21  | Bernard Haenggeli    | Yamaha                      | +1 ronde  | 20   |        |
| 22  | Andreas Preining     | Aprilia-Rotax               | +1 ronde  | 29   |        |
| 23  | Fabio Barchitta      | Rudy Project-Aprilia-Rotax  | +1 ronde  | 27   |        |
| 24  | Jean Foray           | Yamaha                      | +1 ronde  | 36   |        |
| 25  | Jean-François Baldé  | Yamaha                      | +1 ronde  | 31   |        |

| Coureur            | Merk                            | Oorzaak | Grid |
| ------------------ | ------------------------------- | ------- | ---- |
| Luca Cadalora      | Agostini-Marlboro-Yamaha        | Val     | 1    |
| Daniel Amatriaín   | Team Katayama-Ducados-HRC-Honda | Val     | 21   |
| Urs Jücker         | Yamaha                          | Val     | 37   |
| Bernard Schick     | Yamaha                          | Val     | 34   |
| Alain Bronec       | Aprilia-Rotax                   |         | 28   |
| Didier de Radiguès | Aprilia-Rotax                   |         | 8    |
| Juan Garriga       | Nieto-Ducados-Repsol-Yamaha     | Val     | 10   |
| August Auinger     | Project Consult-Yamaha          |         | 25   |
| Hans Becker        | Honda                           |         | 33   |
| Stefano Caracchi   | Honda                           |         | 17   |

| Coureur        | Merk              | Oorzaak  | Grid |
| -------------- | ----------------- | -------- | ---- |
| Loris Reggiani | HB-HRC-Honda      | Blessure | 5    |
| Fausto Ricci   | FMI-Aprilia-Rotax | Blessure | 24   |

| Coureur                   | Merk            |
| ------------------------- | --------------- |
| Adrien Morillas           | Yamaha          |
| Bruno Bonhuil             | Yamaha          |
| Patrick van den Goorbergh | Docshop-Yamaha  |
| Virginio Ferrari          | Gazzaniga-Rotax |
| Luis Lavado               | Yamaha          |

| Coureur            | Merk            | Oorzaak |
| ------------------ | --------------- | ------- |
| John Kocinski      | Roberts-Yamaha  | [ 12 ]  |
| Jim Filice         | HRC-Honda       | [ 13 ]  |
| Toshihiko Honma    | Yamaha          | [ 14 ]  |
| Carlos Lavado      | Geen machine    | [ 15 ]  |
| Tadayuki Okada     | Cabin-HRC-Honda | [ 5 ]   |
| Toshinobu Shiomori | Yamaha          | [ 5 ]   |
| Daryl Beattie      | Honda           |         |
| Junya Arai         | Honda           | [ 5 ]   |

### Top tien tussenstand 250cc-klasse
| Pos | Coureur              | Merk                                   | Ptn |
| --- | -------------------- | -------------------------------------- | --- |
| 1   | Sito Pons            | Campsa-JJ Cobas-HRC-Honda              | 87  |
| 2   | Jean-Philippe Ruggia | Gauloises-Sonauto-Yamaha               | 69  |
| 3   | Luca Cadalora        | Agostini-Marlboro-Yamaha               | 65  |
| 4   | Carlos Cardús        | Repsol-HRC-Honda España                | 52  |
| 5   | Jacques Cornu        | Lucky Strike-ELF-HRC-Honda             | 42  |
| 6   | John Kocinski        | Roberts-Yamaha                         | 40  |
| 6   | Reinhold Roth        | HB-Römer-HRC-Honda/ HB-Shoei-HRC-Honda | 40  |
| 8   | Juan Garriga         | Nieto-Ducados-Repsol-Yamaha            | 32  |
| 9   | Masahiro Shimizu     | Ajinomoto-HRC-Honda                    | 25  |
| 10  | Jim Filice           | HRC-Honda                              | 22  |

## 125cc-klasse

### De training
Tot veler verbazing reed Hans Spaan de snelste trainingstijd, maar op het gladde asfalt waren de banden belangrijk en de Dunlops van Spaan voldeden het beste. Jorge Martínez reed de tweede tijd voor Ezio Gianola, maar de Italianen waren wellicht het meest enthousiast over de vierde startplaat van oud-wereldkampioen Fausto Gresini. 

#### Trainingstijden
| Pos | Coureur           | Merk                            | Tijd     |
| --- | ----------------- | ------------------------------- | -------- |
| 1.  | Hans Spaan        | Samson-Sharp-Honda              | 1"25'536 |
| 2.  | Jorge Martínez    | Ángel Nieto-Ducados-Cepsa-Derbi | 1"25'775 |
| 3.  | Ezio Gianola      | Pileri-AGV-Honda                | 1"25'795 |
| 4.  | Fausto Gresini    | FMI-Marlboro-Aprilia-Rotax      | 1"25'996 |
| 5.  | Àlex Crivillé     | Marlboro-JJ Cobas-Rotax         | 1"26'511 |
| 6.  | Doriano Romboni   | Honda                           | 1"26'862 |
| 7.  | Julián Miralles   | Ángel Nieto-Ducados-Cepsa-Derbi | 1"26'971 |
| 8.  | Bruno Casanova    | FMI-Aprilia-Rotax               | 1"27'142 |
| 9.  | Koji Takada       | Fukuda-Honda                    | 1"27'182 |
| 10. | Luis Miguel Reyes | Marlboro-Honda                  | 1"27'224 |

### De race
Hans Spaan nam in de eerste ronde de leiding voor Ezio Gianola, Jorge Martínez en Àlex Crivillé, maar in de tweede ronde nam Gianola het over. Fausto Gresini had toen al een grote achterstand, maar was in gevecht om de vijfde plaats met Allan Scott, Robin Milton, Koji Takada, Luis Miguel Reyes, Hisashi Unemoto en Bruno Casanova. Takada en Scott raakten elkaar, waardoor de laatste ten val kwam. Intussen wisselde de kopgroep voortdurend van positie, tot de Derbi van Martínez door ontstekingsproblemen begon de stotteren en hij de pit opzocht. Zeven ronden voor de finish trok Crivillé zijn JJ Cobas onderuit, maar de strijd tussen Spaan en Gianola bleef spannend tot op de finishlijn, waar Gianola 0,1 seconde eerder overheen reed. Gresini werd derde voor Takada, die hierdoor wel naar de tweede plaats in het wereldkampioenschap klom. Spaan drong voor het eerst de top tien van het WK binnen. Hij steeg van de achttiende naar de negende positie. 
| Pos | Coureur            | Merk                            | Tijd      | Grid | Punten |
| --- | ------------------ | ------------------------------- | --------- | ---- | ------ |
| 1   | Ezio Gianola       | Pileri-AGV-Honda                | 37"28'518 | 3    | 20     |
| 2   | Hans Spaan         | Samson-Sharp-Honda              | 37"28'649 | 1    | 17     |
| 3   | Fausto Gresini     | FMI-Marlboro-Aprilia-Rotax      | 37"59'463 | 4    | 15     |
| 4   | Koji Takada        | Fukuda-Honda                    | 38"01'075 | 9    | 13     |
| 5   | Julián Miralles    | Ángel Nieto-Ducados-Cepsa-Derbi | 38"02'289 | 7    | 11     |
| 6   | Hisashi Unemoto    | Fukuda-Honda                    | 38"03'597 | 14   | 10     |
| 7   | Robin Milton       | Honda                           | 38"04'628 | 13   | 9      |
| 8   | Adi Stadler        | Honda                           | 38"06'714 | 17   | 8      |
| 9   | Bruno Casanova     | FMI-Aprilia-Rotax               | 38"07'677 | 8    | 7      |
| 10  | Doriano Romboni    | Honda                           | 38"07'958 | 6    | 6      |
| 11  | Luis Miguel Reyes  | Marlboro-Honda                  | 38"08'075 | 10   | 5      |
| 12  | Herri Torrontegui  | Honda                           | 38"23'861 | 23   | 4      |
| 13  | Domenico Brigaglia | Garelli                         | 38"26'468 | 16   | 3      |
| 14  | Robin Appleyard    | Honda                           | 38"26'608 | 25   | 2      |
| 15  | Lucio Pietroniro   | Honda                           | 38"27'007 | 11   | 1      |
| 16  | Stefan Prein       | Honda                           | 38"40'715 | 22   |        |
| 17  | Gastone Grassetti  | Aprilia-Rotax                   | 38"40'821 | 26   |        |
| 18  | Johnny Wickström   | Honda                           | 38"41'372 | 30   |        |
| 19  | Taru Rinne         | Servisco-Honda                  | 38"41'503 | 18   |        |
| 20  | Jean-Claude Selini | Honda                           | 38"43'148 | 21   |        |
| 21  | Mandy Fischer      | Honda                           | 38"48'441 | 31   |        |
| 22  | Thierry Feuz       | Honda                           | 38"51'996 | 20   |        |
| 23  | Emilio Cuppini     | Garelli                         | 38"56'776 | 24   |        |
| 24  | Rafael Roses       | JJ Cobas-Rotax                  | +1 ronde  | 35   |        |
| 25  | Alfred Waibel      | Honda                           | +1 ronde  | 34   |        |
| 26  | Mike Leitner       | Honda                           | +1 ronde  | 33   |        |

| Coureur              | Merk                            | Oorzaak    | Grid |
| -------------------- | ------------------------------- | ---------- | ---- |
| Àlex Crivillé        | Marlboro-JJ Cobas-Rotax         | Val        | 5    |
| Jorge Martínez       | Ángel Nieto-Ducados-Cepsa-Derbi | Ontsteking | 2    |
| Allan Scott          | Honda                           | Val        | 15   |
| Stefan Dörflinger    | Marlboro-Aprilia-Rotax          |            | 29   |
| Corrado Catalano     | Gazzaniga-Rotax                 |            | 19   |
| Kryszstof Galatowicz | Honda                           |            | 36   |
| Hubert Abold         | Honda                           |            | 32   |
| Bady Hassaine        | Honda                           |            | 12   |
| Heinz Lüthi          | Honda                           |            | 28   |
| Manuel Hernández     | Honda                           |            | 27   |

| Coureur            | Merk          |
| ------------------ | ------------- |
| Jos van Dongen     | Casal         |
| Serge Julin        | Honda         |
| Gerhard Waibel     | Honda         |
| Othmar Schuler     | Honda         |
| Alex Bedford       | 7Up-EMC-Rotax |
| Pier Paolo Bianchi | Seel          |

| Coureur             | Merk          | Oorzaak |
| ------------------- | ------------- | ------- |
| Kenishi Yoshida     | Honda         | [ 5 ]   |
| Dirk Raudies        | Honda         |         |
| Flemming Kistrup    | Honda         |         |
| Masato Shima        | Honda         | [ 5 ]   |
| Yukata Fujiwara     | Honda         | [ 5 ]   |
| Kazuaki Yamashita   | Honda         | [ 5 ]   |
| Shin'ichi Fujiyama  | Honda         | [ 5 ]   |
| Kasuya Yamada       | Honda         | [ 16 ]  |
| Ian Saunders        | Honda         |         |
| Jean-Pierre Jeandat | Honda         |         |
| Stuart Edwards      | Honda         |         |
| Gabriele Debbia     | Aprilia-Rotax |         |
| Josef Fischer       | Honda         |         |
| Hervé Duffard       | Honda         |         |

### Top tien tussenstand 125cc-klasse
| Pos | Coureur           | Merk                            | Ptn |
| --- | ----------------- | ------------------------------- | --- |
| 1   | Ezio Gianola      | Pileri-AGV-Honda                | 64  |
| 2   | Koji Takada       | Fukuda-Honda                    | 43  |
| 3   | Àlex Crivillé     | Marlboro-JJ Cobas-Rotax         | 40  |
| 3   | Fausto Gresini    | FMI-Marlboro-Aprilia-Rotax      | 40  |
| 5   | Hisashi Unemoto   | Fukuda-Honda                    | 35  |
| 6   | Robin Milton      | Honda                           | 33  |
| 7   | Julián Miralles   | Ángel Nieto-Ducados-Cepsa-Derbi | 30  |
| 8   | Allan Scott       | Honda                           | 28  |
| 9   | Hans Spaan        | Samson-Sharp-Honda              | 25  |
| 10  | Luis Miguel Reyes | Marlboro-Honda                  | 20  |

## 80cc-klasse

### De training
Stefan Dörflinger veroverde de eerste startplaats op overtuigende wijze, 0,6 seconde sneller dan Jorge Martínez en Peter Öttl. Herri Torrontegui, de winnaar van de eerste race, reed slechts de vijfde tijd, nog achter Gabriele Gnani met zijn zelfbouwracertje. 

#### Trainingstijden
| Pos | Coureur           | Merk                            | Tijd     |
| --- | ----------------- | ------------------------------- | -------- |
| 1.  | Stefan Dörflinger | Marlboro-LCR-Krauser            | 1"29'616 |
| 2.  | Jorge Martínez    | Ángel Nieto-Ducados-Cepsa-Derbi | 1"30'206 |
| 3.  | Peter Öttl        | Atomic-Krauser                  | 1"30'273 |
| 4.  | Gabriele Gnani    | Gnani                           | 1"31'385 |
| 5.  | Herri Torrontegui | Servitrans-Repsol-Krauser       | 1"31'612 |
| 6.  | Bogdan Nikolov    | Krauser                         | 1"32'489 |
| 7.  | Jörg Seel         | Seel                            | 1"32'648 |
| 8.  | José Saez         | Krauser                         | 1"32'688 |
| 9.  | Manuel Herreros   | Ángel Nieto-Ducados-Cepsa-Derbi | 1"32'906 |
| 10. | Hans Koopman      | Viplex-Ziegler                  | 1"33'370 |

### De race
Stefan Dörflinger startte slecht en kwam in het middenveld terecht. Hij kwam in de strijd om de leiding niet meer voor, maar daar was het zonder hem ook spannend genoeg. Na wat schermutselingen bestond de kopgroep uit Jorge Martínez, Herri Torrontegui en de verrassend sterk rijdende Gabriele Gnani. Peter Öttl sloot bij deze groep aan, passeerde Gnani en ging de strijd aan met Torrontegui. Daarbij miste Öttl een bocht, waardoor hij Torrontegui ook het gras in dwong. Beiden kwamen als zesde en zevende weer terug op de baan, maar aan de kop van de race ging het alleen nog tussen Mártinez en Gnani. Torrontegui vocht zich al snel weer terug voorbij Manuel Herreros en even later voegde Öttl zich met de snelste ronde ook weer bij hem. Gnani kon Martínez goed volgen, maar verloor de aansluiting toen hij door een achterblijver geraakt werd. Op hetzelfde moment raakten achter hem Öttl en Torrontegui opnieuw. Öttl werd uitgeschakeld, maar Torrontegui had al zo veel voorsprong op Herreros dat hij zijn machine kon oprapen en derde werd. Jorge Martínez had wel veel geluk. Vlak na de finish kreeg hij een vastloper en hij werd als duopassagier van Herreros naar het erepodium gebracht. 
| Pos | Coureur            | Merk                            | Tijd      | Grid | Punten |
| --- | ------------------ | ------------------------------- | --------- | ---- | ------ |
| 1   | Jorge Martínez     | Ángel Nieto-Ducados-Cepsa-Derbi | 33"31'930 | 2    | 20     |
| 2   | Gabriele Gnani     | Gnani                           | 33"36'192 | 4    | 17     |
| 3   | Herri Torrontegui  | Servitrans-Repsol-Krauser       | 33"48'919 | 5    | 15     |
| 4   | Manuel Herreros    | Ángel Nieto-Ducados-Cepsa-Derbi | 33"49'835 | 9    | 13     |
| 5   | Stefan Dörflinger  | Marlboro-LCR-Krauser            | 34"00'366 | 1    | 11     |
| 6   | José Saez          | Krauser                         | 34"07'749 | 8    | 10     |
| 7   | Giuseppe Ascareggi | BBFT                            | 34"09'730 | 14   | 9      |
| 8   | Antonio Sánchez    | JJ Cobas-Rotax                  | 34"16'356 | 15   | 8      |
| 9   | Roberto Sassone    | Unimoto                         | 34"16'536 | 12   | 7      |
| 10  | Paolo Priori       | Krauser                         | 34"31'196 | 11   | 6      |
| 11  | Jacques Bernard    | Fantic                          | 34"40'302 | 23   | 5      |
| 12  | Hans Koopman       | Viplex-Ziegler                  | 34"41'648 | 10   | 4      |
| 13  | Stefan Kurfiss     | Krauser                         | 34"42'089 | 16   | 3      |
| 14  | Ralf Waldmann      | Seel                            | 34"45'667 | 20   | 2      |
| 15  | Jos van Dongen     | Casal                           | +1 ronde  | 18   | 1      |
| 16  | Jaime Mariano      | Banca March-Timspeed-Casal      | +1 ronde  | 21   |        |
| 17  | Janez Pintar       | Eberhardt                       | +1 ronde  | 25   |        |
| 18  | Alojz Pavlič       | Seel                            | +1 ronde  | 29   |        |
| 19  | Paul Bordes        | RB                              | +1 ronde  | 32   |        |
| 20  | Stefan Brägger     | Casal                           | +1 ronde  | 27   |        |
| 21  | Matthias Ehinger   | Krauser                         | +1 ronde  | 34   |        |
| 22  | Heinz Paschen      | Casal                           | +1 ronde  | 22   |        |
| 23  | Reiner Koster      | Kroko                           | +1 ronde  | 28   |        |
| 24  | Undine Kummer      | Krauser                         | +1 ronde  | 36   |        |

| Coureur            | Merk           | Oorzaak | Grid |
| ------------------ | -------------- | ------- | ---- |
| Peter Öttl         | Atomic-Krauser | Val     | 3    |
| René Dünki         | LCR-Krauser    |         | 19   |
| Zdravko Matulja    | Casal          |         | 30   |
| János Szabó        | Krauser        |         | 17   |
| Bert Smit          | Krauser        |         | 26   |
| Jörg Seel          | Seel           |         | 7    |
| Bogdan Nikolov     | Krauser        |         | 6    |
| Javier Arumi       | Krauser        |         | 33   |
| Reiner Scheidhauer | Seel           |         | 24   |
| Salvatore Milano   | Krauser        |         | 35   |
| Thomas Engl        | Krauser        |         | 31   |
| Luis Alvaro        | Krauser        |         | 13   |

| Coureur            | Merk      |
| ------------------ | --------- |
| Hagen Klein        | Ziegler   |
| Massimo Piazza     | Casal     |
| Chris Baert        | Bultaco   |
| Primoz Sovic       | Eberhardt |
| Giuliano Tabanelli | Casal     |

| Coureur            | Merk                            | Oorzaak |
| ------------------ | ------------------------------- | ------- |
| Julián Miralles    | Ángel Nieto-Ducados-Cepsa-Derbi |         |
| Bernd Völkel       | Seel                            |         |
| Günter Schirnhofer | Krauser                         |         |

### Top tien tussenstand 80cc-klasse
| Pos | Coureur           | Merk                            | Ptn |
| --- | ----------------- | ------------------------------- | --- |
| 1   | Herri Torrontegui | Servitrans-Repsol-Krauser       | 35  |
| 2   | Stefan Dörflinger | Marlboro-LCR-Krauser            | 28  |
| 3   | Manuel Herreros   | Ángel Nieto-Ducados-Cepsa-Derbi | 24  |
| 4   | Gabriele Gnani    | Gnani                           | 23  |
| 5   | Jorge Martínez    | Ángel Nieto-Ducados-Cepsa-Derbi | 20  |
| 5   | José Saez         | Krauser                         | 20  |
| 7   | Antonio Sánchez   | JJ Cobas-Rotax                  | 17  |
| 8   | Peter Öttl        | Atomic-Krauser                  | 15  |
| 9   | Bogdan Nikolov    | Krauser                         | 13  |
| 10  | Paolo Priori      | Krauser                         | 11  |

## Trivia

### Römer failliet
Eind april werd bekendgemaakt dat de Zwitserse helmenfabrikant Römer failliet was gegaan. Jacques Cornu en Reinhold Roth liepen daardoor een deel van hun salaris mis, maar Harald Eckl was bijna geheel afhankelijk van Römer. Roth nam geen halve maatregelen en reed in Italië al met een Shoei-helm.

### Rob McElnea
Het Cabin-HRC-Honda-team beschikte over twee Honda NSR 500's uit 1988, maar Bubba Shobert was ernstig geblesseerd. Daarom nodigde men Rob McElnea uit om Shobert's machine te rijden. McElnea was echter ook een van de stakende rijders. 

### Gallina Honda
Roberto Gallina wilde in zijn thuis-Grand Prix goed beslagen ten ijs komen en nodigde Fred Merkel uit om als gastrijder met de 1988-Honda NSR 500 te rijden. Merkel was net als Raymond Roche even overgekomen uit het wereldkampioenschap superbike. Merkel viel echter al na de opwarmronde van het tweede deel van de race uit. Pierfrancesco Chili startte wel, onder druk van sponsor HB, zoals de persvoorlichter van HB Dieter Stappert na de race zelf vermeldde. 

### Cagiva
Ook Cagiva Corse kwam met het grootst mogelijke team naar Misano, door testrijder Massimo Broccoli in te zetten, maar daarnaast ook oud-fabriekscoureur Raymond Roche te lenen van het superbike-team van Ducati. 

### Yamaha International
Yamaha International (Tech 21-Yamaha), had Norihiko Fujiwara naar Italië gestuurd om Tadahiko Taira te vervangen. Taira reed net als in het seizoen 1988 niet alle races om meer bij zijn gezin te zijn en om in Japan testwerk te verrichten. 
1922 · 1923 · 1924 · 1925 · 1926 · 1927 · 1928 · 1929 · 1930 · 1931 · 1932 · 1933 · 1934 · 1935 · 1936 · 1937 · 1938 · 1939 · 1947 · 1948 · 1949 · 1950 · 1951 · 1952 · 1953 · 1954 · 1955 · 1956 · 1957 · 1958 · 1959 · 1960 · 1961 · 1962 · 1963 · 1964 · 1965 · 1966 · 1967 · 1968 · 1969 · 1970 · 1971 · 1972 · 1973 · 1974 · 1975 · 1976 · 1977 · 1978 · 1979 · 1980 · 1981 · 1982 · 1983 · 1984 · 1985 · 1986 · 1987 · 1988 · 1989 · 1990